# ليندسي دافيسون
ليندسي دافيسون (بالإنجليزية: Lindsay Davison)‏ (11 أكتوبر 1941 بملبورن في أستراليا - ) هو لاعب كريكت أسترالي. لعب مع فريق فكتوريا للكريكت.

## وصلات خارجية
- ليندسي دافيسون على موقع إي آس بي آن كريك إنفو (الإنجليزية)